# Пелам Олдрич
Пелам Олдрич (на английски: Pelham Aldrich) е английски военноморски офицер и арктичен изследовател.

## Ранни години (1844 – 1875)
Роден е на 8 декември 1844 година в Майлдънхол, графство Съфолк, Англия, в семейство на лекар. През 1859 постъпва като кадет във Кралския военноморския флот. На 17 септември 1864 е произведен в чин лейтенант, а на 11 септември 1866 – в старши лейтенант. От 1872 до 1875 г. е втори помощник капитан на кораба „Чалънджър“, с който е извършена първата в света океанографска експедиция.

## Изследователска дейност (1875 – 1888)
През 1875 – 1876 г. взема участие в арктическата експедиция на Джордж Нерс. През април 1876 г. възглавява западния отряд, който с лодки-шейни открива и картира северния бряг на остров Елсмиър на протежение около 300 км (до нос Алерт, 82°26′ с. ш. 85°42′ з. д. / 82.433333° с. ш. 85.7° з. д.) с крайбрежната планина Чалънджър. Открива най-северната точка на Канадския арктичен архипелаг – нос Колумбия (83°07′ с. ш. 70°01′ з. д. / 83.116667° с. ш. 70.016667° з. д.), заливите Маркам Инлет (82°50′ с. ш. 66°30′ з. д. / 82.833333° с. ш. 66.5° з. д.) и Йелвертън (82°23′ с. ш. 83°18′ з. д. / 82.383333° с. ш. 83.3° з. д.). През май 1876 г. участва в похода на северния отряд ръководен от Албърт Хейстингс Маркам, с който достига до 83º 20` 26" с.ш. През лятото на 1876 г. корабите се освобождават от ледовете и през септември се завръщат в Англия.
От 1876 до 1883 г. извършва геодезически и картографски дейности по крайбрежието на Китай и в Средиземно море, а от 1883 до 1888 – по южното крайбрежие на Африка и Австралия.

## Следващи години (1888 – 1930)
След завръщането си продължава да служи във военноморския флот. През 1903 е повишен във вицеадмирал, а през 1907 в адмирал. На 22 март 1908 се оттегля от флота и се премества в селцето Грейт Бейлингс близо до град Ипсуич, където умира на 12 ноември 1930 година на 85-годишна възраст.

## Памет
Неговото име носят:
- връх Олдрич (80°07′ ю. ш. 158°13′ и. д. / 80.116667° ю. ш. 158.216667° и. д.) в Антарктида;
- нос Олдрич (76°06′ с. ш. 104°23′ з. д. / 76.1° с. ш. 104.383333° з. д.), на западния бряг на остров Ваниер, в Канадския арктичен архипелаг;
- нос Олдрич (83°07′ с. ш. 69°35′ з. д. / 83.116667° с. ш. 69.583333° з. д.), на северния бряг на остров Елсмиър, в Канадския арктичен архипелаг.